# Ženský klášter
Ženský klášter je církevní konvent, budova či architektonický komplex, určený k zasvěcenému životu řeholnic, které se řídí řádovými pravidly nebo disciplínou.
Hlavními směry byly řehole svatého Augustina a svatého Benedikta, na nichž byly založeny všechny ostatní z různých řeholních řádů. Ženské kláštery mají vlastní strukturu, zvyky či obyčeje a své vlastní náboženské úkoly.

## Historie

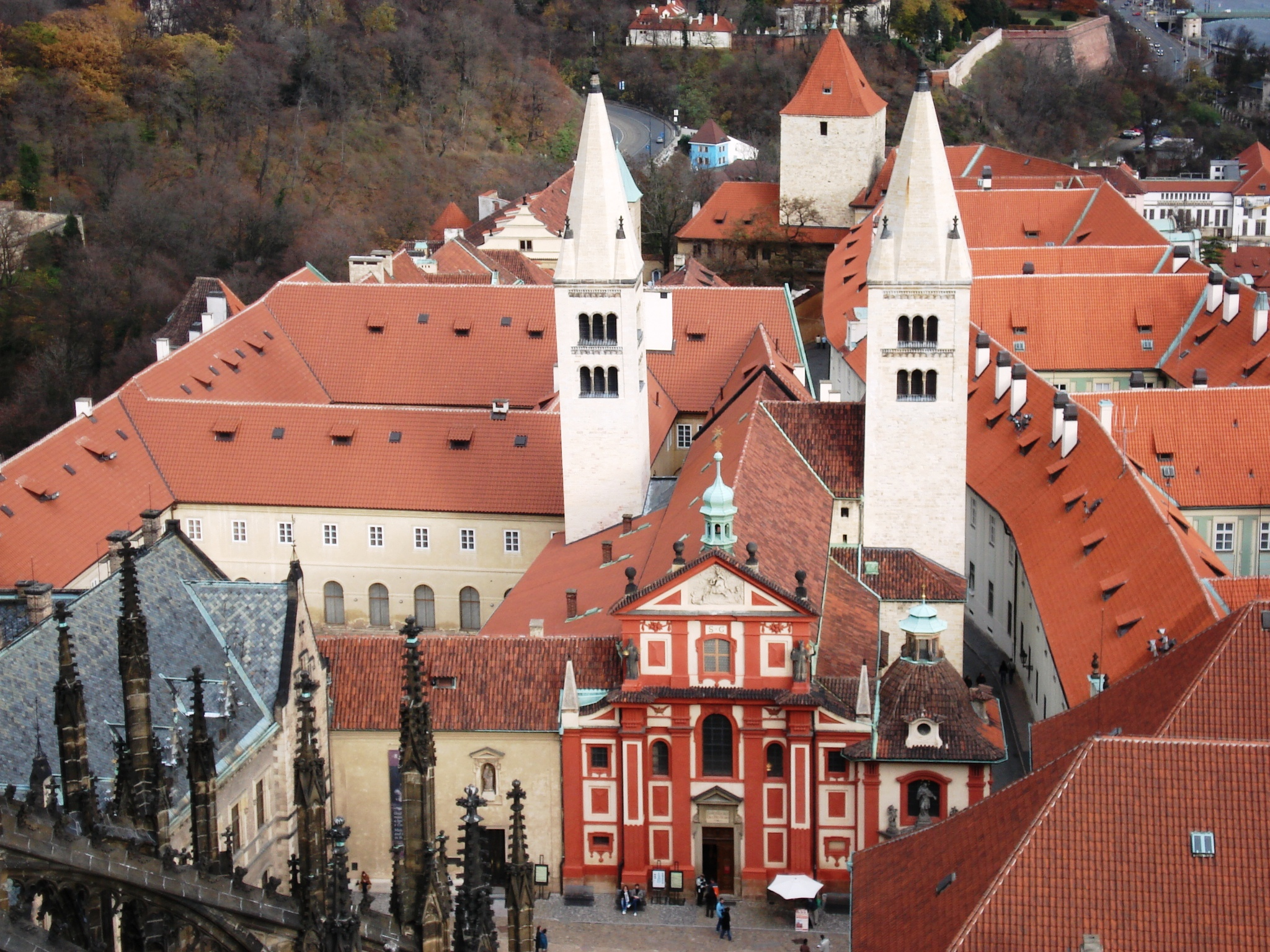
Svatojiřský klášter na Pražském hradě, nejstarší ženský konvent v českých zemích založený v roce 921.

Křesťanské ženské kláštery vznikaly téměř současně s mužskými kláštery, obvykle pod ochranou významných duchovních osobností, přičemž prvními abatyšemi byly sestry nebo rodinné příslušnice těchto řeholníků, nebo ženy, jež měly jejich důvěru, a jimž bylo svěřeno vedení kláštera.
To byl případ svatého Pachomia, který založil osm klášterů a dva z nich určil jako ženské. Také svatý Antonín ve 4. století založil klášter pro jeptišky a představenou jmenoval svou sestru. Svatý Basil – patriarcha východního mnišství – založil několik klášterů pro mladé ženy v Kappadokii (dnešní Turecko) a dalších enklávách. Tyto kláštery se rozmnožily, a v 5. století, některé z nich měly již více než 200 jeptišek.
Velké ženské kláštery se téměř neliší od mužských. Jeho budovy jsou stejné: kostel, křížová chodba s kapitulní síní, kuchyně a jídelna/refektář a cela. Obecně platí, že všechny ženské kláštery měly a mají za kompasem nebo vchodem (ale mimo klášter) místnosti, které sloužily k vykonávání svátosti zpovědi, k přijímání privilegovaných návštěv a někdy ke sloužení mši. Návštěvník seděl v tomto prostoru a jeptiška s ním mluvila přes klauzurní mříž.